# Aleksandr Stiepanow
Aleksandr Aleksandrowicz Stiepanow, ros. Александр Александрович Степанов (ur. 26 kwietnia 1979 w Moskwie) – rosyjski hokeista, trener.

## Kariera zawodnicza
- Dinamo Moskwa (1998-2005)
- Ak Bars Kazań (2005-2011)
- Siewierstal Czerepowiec (2011-2012)
- Saławat Jułajew Ufa (2012-2015)
- Witiaź Podolsk (2016-2017)

Wychowanek Dinama Moskwa. Od maja 2012 roku zawodnik Saławatu Jułajew Ufa związany dwuletnim kontraktem. Odszedł z klubu Saławat z końcem kwietnia 2015. W sezonie 2015/2016 nie grał. Od maja 2016 zawodnik Witiazia Podolsk.

## Kariera trenerska
- MHK Dinamo Moskwa (2017-2018), asystent trenera
- Dinamo Moskwa (2018-2021), asystent trenera
- Krylja Sowietow Moskwa (2021-2023), główny trener
- Bars Kazań (2023-)

W grudniu 2017 wszedł do sztabu trenerskiego. W maju 2018 dołączył do sztabu seniorskiego Dinama. W maju 2021 został ogłoszony głównym trenerem juniorskiej drużyny Krylja Sowietow Moskwa. W połowie 2023 został szkoleniowcem Barsa Kazań.

## Sukcesy
Klubowe
- Złoty medal mistrzostw Rosji: 2000, 2005 z Dinamem Moskwa, 2006, 2009, 2010 z Ak Barsem Kazań
- Srebrny medal mistrzostw Rosji: 2007 z Ak Barsem Kazań, 2014 z Saławatem Jułajew Ufa
- Brązowy medal mistrzostw Rosji: 1996, 1999 z Dinamem Moskwa
- Drugie miejsce w Pucharze Kontynentalnym: 2005 z Dinamem Moskwa
- Puchar Gagarina: 2009, 2010 z Ak Barsem Kazań
- Puchar Otwarcia: 2009 z Ak Barsem Kazań
- Puchar Mistrzów: 2007 z Ak Barsem Kazań
- Puchar Kontynentalny: 2008 z Ak Barsem Kazań